# 東阿馬納 (愛荷華州)
東阿馬納（英語：East Amana）是位於美國愛荷華州愛荷華縣的一個人口普查指定地區。

## 人口
根據2010年美國人口普查的數據，東阿馬納的面積為1.85平方千米，當中陸地面積為1.85平方千米，而水域面積為0.00平方千米。當地共有人口56人，而人口密度為每平方千米30.27人。